# Рождение Венеры (картина Жерома)
«Рождение Венеры», также известна как «Звезда», «Восходящая Венера», «Венера выходит из воды» (фр. «Vénus anadyomène»), — картина французского художника Жана-Леона Жерома в жанре ню, написанная в 1890 году. Интерпретация знаменитого мифа рождения богини любви. Картина представляет собой масляную живопись на холсте размером 129.5 × 79.5 см. 
Продана на аукционе в 1991 году. В настоящее время находится в частной коллекции.

## Описание
Работа изображает рождение Венеры, богини любви в римской мифологии. Богиня выходит из моря на небольшой волне в окружении десятков путти, один из которых держит в одной руке золотое яблоко, напоминающее яблоко раздора, которое в мифе о суде Париса было подарено богине любви. В отличие от многих других произведений на ту же художественную тему, фактически изображающих прибытие богини на остров Кипр, на этой картине изображен момент рождения богини.